# Coaktivator
Als Coaktivator wird in der Genetik ein Protein bezeichnet, das unspezifisch an DNA bindet oder über Protein-Protein-Wechselwirkungen die Transkription stimuliert.
Zu den Coaktivatoren gehören Histonacetylierungskomplexe wie SAGA oder CBP und Nucleosomen-remodeling-Komplexe wie Swi/Snf. Andere Coaktivatoren sind in der Lage die DNA zu verbiegen oder zu verformen, als mögliche Einleitung bei der Chromatinmodifizierung.